# Јенћепинг (округ)
Округ Јенћепинг (швед. Jönköpings län) је округ у Шведској, у јужном делу државе. Седиште округа је истоимени град Јенћепинг.
Округ је основан 1687. године.

## Положај округа
Округ Јенћепинг се налази у јужном делу Шведске. Њега окружују:
- са севера: Округ Естерготланд,
- са истока: Округ Калмар,
- са југа: Округ Крунуберј,
- са југозапада: Округ Халанд,
- са запада: Округ Вестра Јеталанд.

## Природне одлике
Рељеф: У округу Јенћепинг преовлађују нижа подручја, до 400 метара надморске висине. Тло је брежуљкасто до брдско.
Клима: У округу Јенћепинг влада Континентална клима.
Воде: Јенћепинг је унутаркопнени округ у Шведској. Међутим, у оквиру округа постоји низ ледничких језера, од којих је највеће Ветерн, друго по величини у Шведској.

## Историја
Подручје данашњег округа махом покрива северозападну трећину историјске области Смоланд. Сасвим мали део округа на крајњем западу историјски припада области Западни Готланд.
Данашњи округ основан је 1687. године издвајањем из тадашњег округа Крунуберј.

## Становништво
По подацима 2011. године у округу Јенћепинг живело је близу 340 хиљада становника. Последњих година број становника стагнира.
Густина насељености у округу је око 32 становника/km², што је осетно више од државног просека (23 ст./km²).

## Општине и градови
Округ Јенћепинг има 13 општина. Општине су:
| - Анеби - Вагерид - Вернамо - Ветланда - Гиславед - Гноше - Екше | - Јенћепинг - Мулше - Неше - Севше - Транос - Хабо |

Градови (тачније „урбана подручја") са више од 10.000 становника:
- Јенћепинг - 89.000 становника.
- Вернамо - 19.000 становника.
- Неше - 17.000 становника.
- Транос - 14.000 становника.
- Ветланда - 13.000 становника.